# علی دهکردی
علی اسماعیل‌پور دهکردی (زاده ۱۷ آبان ۱۳۴۴، شهرکرد) بازیگر ایرانی و مدیر عامل خانه سینما از آبان ماه سال ۱۴۰۲ است. او بازی در سینما را از سال ۱۳۷۰ با فیلم از کرخه تا راین به کارگردانی ابراهیم حاتمی‌کیا آغاز کرد. دهکردی فارغ‌التحصیل بازیگری و کارگردانی از دانشکده هنرهای زیبای دانشگاه تهران است.

## فیلم‌شناسی

### سینمایی
- از کرخه تا راین (۱۳۷۱، ابراهیم حاتمی‌کیا)
- پاییز بلند (۱۳۷۲، منوچهر عسگری‌نسب)
- روز شیطان (۱۳۷۳، بهروز افخمی)
- شیخ مفید (۱۳۷۴، فریبرز صالح)
- ماه و خورشید (۱۳۷۴، محمدحسین حقیقی)
- عبور از خط سرخ (۱۳۷۴، جمال شورجه)
- خلبان (۱۳۷۵، جمال شورجه)
- ماه و خورشید (۱۳۷۵، محمدحسین حقیقی)
- سجده بر آب (۱۳۷۵، حمید خیرالدین)
- دستهای آلوده (۱۳۷۹، سیروس الوند)
- راز پرواز (۱۳۸۱، جواد ارشاد)
- گاهی به آسمان نگاه کن (۱۳۸۱، کمال تبریزی) در عُنوان بندی نیامده
- سلام (۱۳۸۲، جواد ارشاد)
- آن مرد آمد (۱۳۸۶، حمید بهمنی)
- تاکسی نارنجی (۱۳۸۷، ابراهیم وحیدزاده)
- اخراجی‌ها ۳ (۱۳۸۹، مسعود ده‌نمکی)
- تلفن همراه رئیس‌جمهور (۱۳۹۰)
- فردا (۱۳۹۲، ایمان افشاریان و مهدی پاکدل)
- دریاچه ماهی (۱۳۹۵، مریم دوستی)

### مجموعه‌های تلویزیونی
- مهر و ماه (۱۳۶۹)
- مزد ترس (۱۳۷۱)
- شیخ مفید (۱۳۷۴، فریبرز صالح)
- در قلب من (۱۳۷۶)
- تصویر یک رؤیا (۱۳۷۵–۱۳۷۷)
- شرکت (۱۳۷۷)
- مهر خاموش (۱۳۸۱)
- جوان امروز (مجموعه تلویزیونی) (۱۳۸۱–۱۳۷۹)
- آتش و شبنم (۱۳۸۲–۱۳۷۹)
- روزهای به‌یادماندنی (۱۳۸۲)
- عشق گمشده (۱۳۸۳)
- آخرین گناه (۱۳۸۵)
- سایه تنهایی (۱۳۸۶)
- شیخ بهایی (۱۳۸۷)
- مسافر زمان ۲ (۱۳۸۷)
- ملکوت (۱۳۸۹)
- پرده‌نشین (۱۳۹۳، بهروز شعیبی)
- جلال‌الدین (۱۳۹۳)
- میکائیل (۱۳۹۴، سیروس مقدم)
- معمای شاه (۱۳۹۴، محمدرضا ورزی)
- غیرعلنی (۱۳۹۴)
- ۸۷ متر(۱۳۹۶ تا ۱۳۹۹، کیانوش عیاری) پخش نشده
- سلمان فارسی (۱۴۰۰، داود میرباقری)
- احضار (۱۴۰۰)
- مستوران(۱۴۰۱، سید جمال حاتمی، مسعود آب‌پرور)
- داستان‌یک‌شهر (۱۴۰۱، محمدرضا آهنج)

## تله فیلم
- دنیای بهتر (۱۳۹۰)